# Грибунин, Семён Фёдорович
Семён Фёдорович Грибунин (13 декабря 1870 — после 1918) — земский деятель, член Государственной думы IV созыва от Костромской губернии.

## Биография
Потомственный дворянин из рода Грибуниных. Отец Фёдор Семёнович Грибунин (?—1884), с 1867 года гласный Юрьевецкого уездного и Костромского губернского земских собраний, в 1875 избран секретарём губернского земского собрания, с 1876 года председатель Юрьевецкой уездной земской управы, с 1877 года уездный предводитель дворянства. Семён в 1880—1884 годах ученик Костромской губернской гимназии. После смерти отца определён в Нижегородский кадетский корпус графа Аракчеева, в 1889 его выпускник, в 1891 окончил 3-е Александровское военное училище в Москве. После окончания поступил подпоручиком в 8-й стрелковый полк. В 1896 году вышел в отставку в чине поручика и вернулся на родину. С 1894 по 1914 год, за исключением 4-х лет  (1897—1901), предводитель дворянства Юрьевецкого уезда. С 1902 по 1914 год избирался председателем Юрьевецкой земской управы. С 1898 земский начальник 2-го участка Юрьевецкого уезда. В 1908-1914 годах служил Почётным мировым судьёй того же уезда. Попечитель Худынского Земского училища, неоднократно жертвовал училищу по 25 рублей.
В марте 1909 был избран в состав комитета по сооружению памятника «в ознаменование наступающего в 1913 г. 300-летия царствования дома Романовых» под председательством костромского губернатора генерал-майора А. П. Веретенникова. Проект так и не был осуществлён.
Состоял действительным членом Костромского научного общества, председателем присутствия по воинской повинности, председателем уездного комитета попечительства о народной трезвости, председателем Совета попечительства о глухонемых в г. Юрьевце. Статский советник. Владел 286 десятинами земли в Юрьевецком уезде и усадьбой Зеленово в непосредственной близости от города Луха, имел квартиру в Лухе.

### В Государственной Думе
В октябре 1912 года был выборщиком от съезда землевладельцев Юрьевецкого уезда на выборах в Государственную думу IV созыва, но избран не был. 16 января 1914 года на дополнительных выборах от съезда землевладельцев был  избран на место умершего И. В. Щулепникова. Вошёл в состав Прогрессивной фракции. Состоял членом думских комиссий по военным и морским делам; для выработки законопроекта о печати; по направлению законодательных предложений; по местному самоуправлению, а также продовольственной и бюджетной комиссий.
В 1915 году по инициативе С. Ф. Грибунина представители костромского дворянства вышли из Совета объединенного дворянства в знак протеста против правительственной политики.
С августа 1915 по  31 октября 1916 года был членом Прогрессивного блока, до тех пока Прогрессивная фракция не покинула его.

### После Февральской революции
7-9 марта 1917 года направлен Временным правительством для препровождения бывшего императора Николая II в Царское село.
После октября 1917 остался в Советской России. Дальнейшая судьба и дата смерти неизвестны.

## Семья
- Жена[2]  — ?
- Брат — Владимир (1873—1933),  русский советский актёр, второй муж известной актрисы Веры Николаевны Пашенной[6].

### Рекомендуемые источники
- Дополнительные выборы в Государственную Думу. С. Ф. Грибунин // Костромская жизнь, 1914 № 13.
- Кабанов А. Ю. Семён Фёдорович Грибунин: жизнь и судьба. // Провинциальный анекдот: чтения по региональной казуальной истории. Вып. 7 / науч. ред. Ю. А. Иванов. – Шуя, 2010. – C. 109-113
- Николаев А. Б. Комиссары Временного комитета Государственной Думы (февраль - март 1917 г.): персональный состав // Из глубины времён, СПб 1995, № 5.

### Архивы
- Российский государственный исторический архив. Фонд 1278. Опись 9. Дело 204;
- Государственный архив Костромской области, Фонд 122, Оп. 2, д. 7 Л. 30 об- 31.Ж Фонд 340, Оп. 6, Д. 971 Л. 1 об- 6 Ф. 429, Оп. 1, д. 235 Л. 1163 об.